# 江別市立江別小学校
江別市立江別小学校（えべつしりつえべつしょうがっこう）は、かつて北海道江別市にあった公立小学校。
2016年（平成28年）3月25日をもって廃校となり、江別市立江別第三小学校と統合され江別市立江別第一小学校が新設された。

## 教育目標
- 歴史を刻む時計塔 レンガの校舎に弾む声 共に学び 共に生きる江小の子[1]
  - やさしく 思いやりのある子
  - すすんで 学ぶ子
  - さいごまで やりぬく子
  - 明るく たくましい子

あいさついっぱい
○明るいあいさつができる子
○友だちを大切にする言葉遣いができる子
○互いに認め、励まし合い協力し合う子
えがおいっぱい
○自分の思いや考えをのびのび表現できる子
○学ぶ意欲を持ち自ら考えることができる子
○多様な発想ができる子
夢いっぱい
○責任を持って最後までやりぬく子
○目標や夢に向かってチャレンジする子
○進んで学び楽しく運動する子
○心身ともに健康で命を大切にできる子

## 沿革
- 1886年（昭和8年）5月 - 校旗・校歌を制定[2]
- 1947年（昭和22年）
  - 4月
    - 校名を「江別小学校」と改称
    - 江別太分校は「江別太小学校」と改称、独立校となる。
- 1951年（昭和26年）
  - 3月 - 越後村特別分教場を廃止
  - 9月 - 江別第一中学校、校舎新築落成により移転
- 1952年（昭和27年）
  - 5月 - 江別小学校一原分教場を廃止。一原小学校と改称し、独立。
  - 11月 - 第1期新築校舎竣工（460,27坪）、煉瓦造鉄筋2階建て
- 1953年（昭和28年）11月 - 第2期新築校舎竣工（298,12坪）
- 1954年（昭和29年）7月 - 市制施行により校名を「江別市立江別小学校」と改称
- 1956年（昭和30年）10月 - 第3期新築校舎竣工（298,08坪）
- 1958年（昭和33年）11月 - 新屋内体育館竣工、落成式を行う。
- 1976年（昭和51年）9月 - 創立90周年記念行事を行う。
- 1977年（昭和52年）11月 - 特別教室（音楽室、理科室）（257,36坪）が完成
- 1978年（昭和53年）
  - グラウンド土手の芝生改修
  - プール上屋完成
- 1979年（昭和54年）
  - 10月
    - 北海道社会科教育連盟研究大会開催
    - 北海道教育研究所連盟共同研究協力校となる
- 1980年（昭和55年）
  - 4月
    - 学校教育目標を「経営のリズム」により推進
    - 下の月小学校が閉校になり、江別小学校に統合
- 1981年（昭和56年）
  - 4月 - 教材園、花壇を拡充整備
  - カラーテレビ12台が寄贈され、全教室に配置
  - 児童図書707冊も寄贈される（共にPTAより）
- 1982年（昭和57年）
  - 7月 - 江小三大まつりを児童会行事としてはじめる。
  - 8月 - 土佐市立新居小学校野球チームが来校し、親善試合を行う。
  - 11月 - テレビ共同視聴設備工事完了、自主制作番組開始
- 1983年（昭和58年）
  - 江小音頭ができる（石山美治校長作詞・作曲・振り付け）
- 1984年（昭和59年）
  - 1月 - 教室改装工事実施（8教室）
  - 7月
    - 土佐市立宇佐小学校と姉妹校提携盟約調印
    - 江小野球クラブ員18名他関係者16名が土佐市と宇佐小学校を訪問、親善試合を行う。
    - 教室改装工事2年次20教室完了

  - 9月 - 野球クラブ交歓試合準優勝、4校対抗野球大会優勝
- 1985年（昭和60年）
  - 1月
    - 放送室改装工事完了、PTAよりVTR、TV等の放送機材寄贈
    - ベルマークで、テント1張り、ラジカセ17台購入
    - 友愛セール・バザー益金で楽器及び図書購入、寄贈される。

  - 8月 - 管理棟窓枠改修工事（アルミサッシ化）完了
  - 9月 - 灯油配管工事完了
- 1986年（昭和61年）
  - 4月28日 - 江別小学校開校100年記念協賛会設立総会開催
  - 6月 - 5年生宿泊体験学習を支笏湖で実施
  - 7月 - 玄関改修工事（アルミサッシ化）
  - 10月
    - 開校100年記念・江教研公開研究発表会開催
    - 屋内体育館暖房工事完了

  - 10月26日 -  開校100年記念式典・祝賀会開催。記念事業として次を実施。
    - 校旗の更新（王子製紙江別工場より寄贈）
    - 郷土資料室の設置
    - 時計塔の更新
    - 100年記念碑建立
    - 児童図書の充実
    - 記念誌の発行
    - 卒業生名簿の作成

  - 12月22日 - 江別小学校開校百年記念協賛会解散総会
- 1987年（昭和62年）
  - 8月
    - 土佐市訪問団来校、土佐市長他14名（宇佐小学校阿部校長来校）
    - 歓迎全体集会、野球交歓試合（江別小対新居小）の実施
- 1988年（昭和63年）
  - 3月 - 6年生卒業記念コンサートの実施（市立病院）
  - 6月 - 宿泊体験学習を、この年より小樽自然の村で実施
  - 8月 - トイレ、非常口改修工事
  - 10月 - 宇佐小との姉妹校提携記念で記念植樹（銀杏3本）
- 1989年（平成元年）
  - 2月 - 校外スキー学習を、この年より岩見沢グリーンランドで実施
  - 7月 - 鉄棒の改修、遊具の新設（PTA事業）
  - 8月 - 体育館非常口改修工事
  - 9月 - 江小鼓笛隊が「はまなす国体」開会式等に出場
- 1990年（平成2年）
  - 8月
    - 図書室と読書室の煉瓦壁を一部取り壊し、往来できるように改修
    - 市予算、PTA予算により、図書室机・椅子を整備
- 1991年（平成3年）11月 - 理科園藤棚をPTA奉仕作業として整備
- 1992年（平成4年）
  - 8月 - 児童トイレ全面改修工事
  - 10月
    - 池を花壇に改修
    - PTA事業、江別市「花いっぱい運動」に応募、最優秀賞受賞
    - スポットライト、ホリゾンライトの寄贈（PTA）
- 1993年（平成5年）
  - 1月 - 廊下窓枠改修工事（アルミサッシ化）
  - 4月 - 23学級編成
  - 10月 - カラーテレビ6台寄贈（PTA）
  - 12月 - 職員トイレ改修工事
- 1994年（平成6年）
  - 2月 - 友好都市土佐市より、5年生10名来校、ホームステイ受け入れ
  - 8月
    - 小グラウンド付設鉄棒取り替え工事
    - 給食搬入口改修工事

  - 9月 - 正面玄関廊下床張り替え工事
  - 12月 - 小グラウンド散水栓付設工事
- 1995年（平成7年）
  - 7月
    - 職員室前廊下床張り替え工事
    - 職員室天井・壁塗装工事

  - 9月 - 体育館暖房設備設置工事
  - 12月8日 - 開校110周年記念協賛会設立総会
- 1996年（平成8年）
  - 4月 - 25学級編成
  - 7月 - 石教研・江教研学校課題研究発表会
  - 9月
    - 開校110周年記念式典・祝賀会挙行、 記念事業として次を実施
      - 110周年記念シンボル塔の設置
      - 記念誌の発行
      - 演台一式・進行台・児童図書・調理器具・記念品等寄贈
- 1997年（平成9年）
  - 2月 - 石狩管内教育実践奨励賞受賞
  - 4月 - 27学級編成
  - 6月 - プール全面改修工事
  - 12月 - プレハブ物置設置、資料室物品移動
- 1998年（平成10年）
  - 1月 - 理科室給湯器付設
  - 4月 - 29学級編成
  - 5月 - 「上江別小学校PTA設立準備委員会」発足
  - 7月 - ゴミステーション設置
- 1999年（平成11年）
  - 4月
    - 江別市立上江別小学校への分離開校により、児童776名・教員12名が転出
    - 10学級編成

  - 8月
    - 校舎大改修1期工事
      - 廊下・体育館床張り替え
      - 教室・廊下壁塗装
      - 教室床研磨
      - ロッカー取り付け

    - 江別市「花のある街並みづくり運動」最優秀賞受賞

  - 10月 - 体育館暗幕新調
- 2000年（平成12年）
  - 4月 - 10学級編成
  - 7月
    - 校舎大改修2期工事
      - 職員室・校長室・保健室床壁天井張り替え
      - 体育館屋根張り替え
      - コンピューター室・読書室改修

  - 9月 - 江別市PTA連合会研究大会
  - 10月 - パソコン20台配置
- 2001年（平成13年）
  - 1月 - 教育目標改定
  - 4月 - 10学級編成
  - 11月 - 6年生「土佐市くろしおセンター」壁面レンガレリーフ作成
- 2002年（平成14年）
  - 4月 - 9学級編成
  - 8月 - 屋上防水改修工事
  - 10月 - 友好都市土佐市へ5年生1名訪問
- 2003年（平成15年）
  - 1月 - 友好都市土佐市より5年生4名来校、ホームステイ受け入れ
  - 4月 - 9学級編成
  - 8月 - 時計塔外壁改修工事
  - 12月 - 歩行者道路通行時間帯変更、看板設置
- 2004年（平成16年）
  - 4月 - 7学級編成
  - 8月 - 築山寄贈（富樫氏）
- 2005年（平成17年）
  - 4月 - 7学級編成
  - 11月 - パソコン35台配置
- 2006年（平成18年）
  - 4月 - 6学級編成
  - 9月
    - 開校120周年記念事業（開校120周年を祝う集い、祝賀会）
    - 全日本小学校ホームページ大賞 県優秀校受賞
- 2007年（平成19年）
  - 4月 - 6学級編成
  - 7月 - 図書館ボランティア発足
  - 9月
    - 江教研学校課題研究発表会
    - 全日本小学校ホームページ大賞 都道府県優秀校受賞

  - 10月 - 二宮金次郎像修復（寄贈）
- 2008年（平成20年）
  - 4月 - 6学級編成
  - 8月 - 玄関オートロック化
  - 9月 - 全日本小学校ホームページ大賞 都道府県等優秀校受賞
  - 10月 - 友好都市土佐市へ5年生1名訪問
- 2009年（平成21年）
  - 2月 - 江別市青少年善行賞受賞（児童会）
  - 4月 - 7学級編成
  - 6月 - グラウンド階段修復（寄贈）
  - 9月 - 全日本小学校ホームページ大賞 都道府県等優秀校受賞
- 2010年（平成22年）
  - 4月
    - 8学級編成
    - 特別支援学級・はぎのこ（知的一）開設

  - 9月 - 全日本小学校ホームページ大賞 都道府県等優秀校受賞
- 2011年（平成23年）
  - 4月
    - 9学級編成
    - 特別支援学級・はぎのこ（情緒・自閉一）開設

  - 5月 - 江別測量設計業協会より学校用図書贈呈
  - 9月 - 全日本小学校ホームページ大賞 都道府県等優秀校受賞
- 2012年（平成24年）
  - 4月 - 9学級編成
  - 10月 - 友好都市土佐市へ5年生1名訪問
  - 11月 -  パソコン40台購入
- 2016年（平成28年） 3月 - 閉校式挙行